# ماركوس فاليس
ماركوس فاليس (بالإسبانية: Marcos Vales)‏ هو لاعب كرة قدم إسباني في مركز الوسط، ولد في 5 أبريل 1975 في لا كورونيا في إسبانيا. شارك مع منتخب إسبانيا تحت 18 سنة لكرة القدم ومنتخب إسبانيا تحت 21 سنة لكرة القدم ومنتخب إسبانيا لكرة القدم. أما مع النوادي، فقد لعب مع ديبورتيفو لاكورونيا وريال سبورتينغ خيخون وريال سرقسطة وريال مايوركا ونادي إشبيلية.

## وصلات خارجية
- ماركوس فاليس على موقع قاعدة بيانات كرة القدم.إي يو (الإنجليزية)
- ماركوس فاليس على موقع ناشيونال فوتبول تيمز (الإنجليزية)